# 施佩伯爵将军号装甲舰
施佩伯爵将军号重巡洋舰（德語：Admiral Graf Spee）是纳粹德国海军的一艘德国级装甲舰，以在第一次世界大战中指挥德国东亚舰队参加过科羅內爾海戰和福克蘭群島海戰的海军中将马克西米利安·冯·施佩命名。在第一次世界大战未完成的四艘馬肯森級戰鬥巡洋艦中其中一艘以施佩伯爵號命名。
施佩伯爵将军号于1932年10月在威廉港德国海军船厂动工，1936年1月完工。该舰名义上受《凡尔赛条约》限制排水量小于10,000吨，但实际上满载排水量达到16,280吨。最高航速达28 kn（52 km/h），超越大多数英法军舰。
1936年-1938年西班牙内战期间，施佩伯爵将军号指挥了五次不干涉巡逻。1937年5月，该舰参加了乔治六世的海上阅兵。第二次世界大战爆发前数周，施佩伯爵将军号被布署到南大西洋，等待宣战后立即占领海上商业航线。1939年9月至12月，该舰共击沉9艘商船，总注册吨位达50,089吨。12月13日，该舰遭遇3艘英国巡洋舰，拉普拉塔河战役爆发。施佩伯爵将军号重创英国军舰，但自己也受损严重，被迫回到蒙得维的亚港口。12月17日，受英国假情报影响，司令汉斯·朗斯多夫下令自沉该舰。

## 历史
1936年1月6日，施佩伯爵将军号正式加入德国海军并成为成为德国海军的旗舰。在1936年西班牙内战爆发后，施佩伯爵将军号被部署到大西洋参与不干涉巡逻并封锁共和党控制的西班牙海岸。在1936年8月至1937年5月之间，该船在西班牙附近进行了3次巡逻。[11]在西班牙返航途中，施佩伯爵将军号于5月20日参加了乔治六世的海上阅兵。
閱兵结束后，格拉夫·斯佩海军上将返回西班牙进行第四次不干涉巡逻。在舰队演习和对瑞典的短暂访问之后，该舰于1938年2月进行了第五次也是最后一次巡逻。它全年对各个外国港口进行了一系列友好访问，其中包括前往大西洋的巡游，她在丹吉尔和维哥停留。她还参加了数次德国舰队演习和庆祝梅梅尔港成为德国一部分的活动。在1939年4月18日至5月17日之间，它进行了另一次前往大西洋的航行，停在休达和里斯本港。
1939年8月21日，施佩伯爵将军号离开威廉港，前往南大西洋。8月24日，施佩伯爵将军号从法罗群岛以西进入大西洋，并于9月1日上午8:05在北纬24°25′，西经36°15于阿尔特马克号汇合。

### 二战
1939年12月，英國皇家海軍在南大西洋上派出艦隊搜尋並擊沉斯佩伯爵海軍上將號。
13日6時22分，3艘英國巡洋艦——「埃克賽特」號、「阿賈克斯」號和「阿基里斯」號開始向蒙德維的亞港進發。
3艘巡洋艦分為兩組，「埃克塞特」號從北邊進攻，「阿賈克斯」號和「阿基里斯」號從南攻擊，一陣陣密集的砲火將斯佩周圍的海面炸得水柱連天，艦長朗斯多夫下令進行回擊，並對埃克塞特號進行集火。
不到半分鐘，「埃克塞特」號的前甲板被斯佩的一枚28cm砲彈擊中，緊接著艦橋中了第二枚，「埃克塞特」號瀕臨沉沒，但斯佩也被另外兩艘巡洋艦打的傷痕累累，斯佩便停止攻擊，向蒙得維的亞港撤離。「阿賈克斯」號和「阿基里斯」號對「埃克塞特」號展開救援而並沒有去追斯佩。
當時烏拉圭政府決定違背《海牙公約》，命令朗斯多夫在12月17日之前必須撤離港口。而朗斯多夫明白，讓斯佩離開港口，英國艦隊一定不會放過斯佩的。但英國方面卻是用外交手段和媒體攻勢，宣稱將派遣更多的軍艦來堵截斯佩。（其實堵在門口的只有「阿賈克斯」號、「阿基里斯」號和新來的郡級重巡洋艦「坎伯蘭」號，值得一提的是後者有幸在戰後描寫斯佩伯爵號沉沒的電影中扮演自己。）
朗斯多夫沒有可選擇的餘地：駛出港口意味著被英軍擊沉；駛入阿根廷則有可能因為河道太淺而擱淺；交給烏拉圭政府還不如出去和英國海軍正面交鋒。
12月17日，朗斯多夫申請延長斯佩在港口的駐留時間，但被駁回，於是朗斯多夫決定將斯佩自沉。
當天傍晚，朗斯多夫向著燃燒的斯佩行了最後一個軍禮，水手們用濕潤的眼睛目送著斯佩離開。
朗斯多夫並沒有參加投降儀式，而是在房間裡默默地掏出了自己的魯格手槍選擇與斯佩共進退。